# Zarley Zalapski
Zarley Bennett Zalapski (* 22. April 1968 in Edmonton, Alberta; † 12. Dezember 2017 in Calgary, Alberta) war ein schweizerisch-kanadischer Eishockeyspieler, der im Verlauf seiner aktiven Karriere zwischen 1984 und 2010 unter anderem 685 Spiele für die Pittsburgh Penguins, Hartford Whalers, Calgary Flames, Canadiens de Montréal und Philadelphia Flyers in der National Hockey League auf der Position des Verteidigers bestritten hat.

## Karriere
Zalapski spielte während seiner Juniorenzeit zwischen 1984 und 1986 für die Fort Saskatchewan Traders in der Alberta Junior Hockey League. Dank guter Leistungen wurde er von den Pittsburgh Penguins beim NHL Entry Draft 1986 in der ersten Runde an vierter Stelle gedraftet. Danach wurde der Verteidiger vom kanadischen Eishockeyverband Hockey Canada rekrutiert und bereitete sich über zwei Jahre auf die Olympischen Winterspiele 1988 in Calgary vor. Dort belegte mit dem Team den vierten Platz, welchen er ebenso bei der Weltmeisterschaft 1987 erreicht hatte.
Zum Ende der Saison 1987/88 holten die Penguins Zalapski in die National Hockey League. Nachdem er nur 15 Spiele in der NHL gespielt hatte, war erst die folgende Spielzeit seine Rookiesaison. Er spielte eine überzeugende Runde und wurde gemeinsam mit Brian Leetch in die Verteidigung des NHL All-Rookie Teams gewählt. Der offensivstarke Zalapski wurde zu einem der besten Verteidiger der Liga. Im März 1991 wechselte er gemeinsam mit John Cullen und Jeff Parker zu den Hartford Whalers. Im Gegenzug kamen Ron Francis, Grant Jennings und Ulf Samuelsson zu den Penguins.
Statt mit Pittsburgh den Stanley Cup zu gewinnen, spielte er fortan für die Whalers. Dort gelang es ihm als Verteidiger zweimal in Folge über 50 Scorerpunkte zu erreichen. Er blieb fast drei Jahre in Hartford, doch kurz vor Ende der Saison 1993/94 wurde er gemeinsam mit James Patrick und Michael Nylander für Gary Suter, Paul Ranheim und Ted Drury an die Calgary Flames abgegeben. In Calgary war er nicht mehr so erfolgreich wie in den vorangegangenen Jahren. Den größten Teil der Saison 1996/97 verpasste er aufgrund einer Knieverletzung. Wiedergenesen ging es in der folgenden Saison im Februar weiter zu den Canadiens de Montréal. Dort war Waleri Bure ein Teil des Tauschgeschäftes, der für Zalapski nach Calgary wechselte. Die Zeit in Montreal war auch nicht erfolgreich und so zog es Zalapski zur Spielzeit 1998/99 nach Europa, wo er in der Schweizer Nationalliga A für die ZSC Lions auflief.
Zur Saison 1999/2000 folgte er einem Angebot der New York Rangers zurück in die NHL, schaffte aber nicht den Sprung ins Team. Er spielte stattdessen in der International Hockey League für die Long Beach Ice Dogs und die Utah Grizzlies. Sein NHL-Comeback gelang ihm dennoch im Laufe der Saison mit zwölf Spielen für die Philadelphia Flyers. Nachdem er die folgende Saison in der IHL bei den Houston Aeros begonnen hatte, wechselte er im Laufe der Saison 2000/01 zu den München Barons in die Deutsche Eishockey Liga (DEL). Die darauffolge Spielzeit verbrachte er im italienischen Meran, bevor er die Saison 2002/03 für IF Björklöven in der schwedischen Allsvenskan, der zweiten Liga, sowie Esbjerg IK in Dänemark verbrachte. Nach einer einjährigen Pause und der Rückkehr nach Nordamerika zu den Kalamazoo Wings in der United Hockey League zog es ihn wieder in die Schweiz. Dank der Heirat mit einer Schweizerin hatte er einen Schweizer Pass erhalten und belastete fortan nicht mehr das Ausländerkontingent.
In der Saison 2005/06 spielte er bei den Rapperswil-Jona Lakers, dem HC Martigny und dem EHC Visp sowie dem HC Innsbruck in Österreich. Am Ende der letzten Saison trat er zunächst als aktiver Eishockeyspieler zurück. Doch nach der Sommerpause entschied er sich, seine Karriere fortzusetzen und hielt sich beim EHC Olten und EHC Chur fit, bevor er Anfang September 2007 vom EHC Biel für die folgende Spielzeit verpflichtet wurde. Für die Saison 2009/10 wurde er vom Lausanne Hockey Club unter Vertrag genommen. Nach einer Saison bei den Lausannern gab Zalapski seinen Rücktritt bekannt.
Er verstarb am 12. Dezember 2017 an den Folgen einer viralen Infektion im Alter von 49 Jahren im kanadischen Calgary.

## Erfolge und Auszeichnungen
- 1989 NHL All-Rookie Team
- 1993 Teilnahme am NHL All-Star Game
- 2009 Meister der National League B mit dem Lausanne HC
- 2010 Meister der National League B mit dem Lausanne HC

## Karrierestatistik

### International
Vertrat Kanada bei:
- Weltmeisterschaft 1987
- Olympischen Winterspielen 1988

(Legende zur Spielerstatistik: Sp oder GP = absolvierte Spiele; T oder G = erzielte Tore; V oder A = erzielte Assists; Pkt oder Pts = erzielte Scorerpunkte; SM oder PIM = erhaltene Strafminuten; +/− = Plus/Minus-Bilanz; PP = erzielte Überzahltore; SH = erzielte Unterzahltore; GW = erzielte Siegtore; 1 Play-downs/Relegation; Kursiv: Statistik nicht vollständig)